# シオドア・マーストン
シオドア・マーストン（Theodore Marston, 1868年8月10日 - 1920年10月2日）は、アメリカ合衆国の映画監督、脚本家である。

## 人物・来歴
1868年8月10日、アメリカ合衆国ミネソタ州に生まれる。
記録に残る最古の作品は、シャーロット・ブロンテの小説『ジェーン・エア』（1847年）をマーストンが脚色・監督した映画 Jane Eyre で、同作はタンハウザー・カンパニーが製作・配給して1910年（明治43年）5月6日に公開されている。
1914年（大正3年）の監督作 A Pair of Frauds からは、ヴァイタグラフ・カンパニー・オヴ・アメリカ（のちのヴァイタグラフ・スタジオ）で監督業を行い、1916年（大正5年）まで同社で短篇映画等を量産する。1917年（大正6年）、マクルーア出版が製作する映画の脚本・監督を手がけ、なかでも『烈火の如く』は日本でも公開された。同年、ユニバーサル・フィルム・マニュファクチュアリング・カンパニー（現在のユニバーサル・ピクチャーズ）の子会社・ブルーバード映画で発表した『深山の乙女』、『路辺の乙女』も日本で公開されている。
1920年（大正9年）10月2日、カリフォルニア州ロサンゼルスで死去した。満52歳没。

## おもなフィルモグラフィ
- Jane Eyre : 1910年
- Put Yourself in His Place : 1912年
- Aurora Floyd : 1912年
- The Battle of Frenchman's Run : 1915年
- 『秘密の王国』The Secret Kingdom : 1916年
- Greed : 1917年
- Sloth : 1917年
- 『烈火の如く』 Wrath : 1917年
- The Seventh Sin : 1917年
- 『深山の乙女』 The Raggedy Queen : 主演ヴァイオレット・マースロウ、1917年
- 『路辺の乙女』 The Girl by the Roadside : 主演ヴァイオレット・マースロウ、1917年
- Beyond the Law : 1918年
- The Black Gate : 1919年

## 関連事項
- タンハウザー・カンパニー （en:Thanhouser Company）
- ヴァイタグラフ・スタジオ （en:Vitagraph Studios）

## 註
1. 1 2 3 4 5 6  Theodore Marston, Internet Movie Database, 2010年4月7日閲覧。
2. ↑  Jane Eyre - IMDb（英語）, 2010年4月7日閲覧。